# ديفيد كلارك (لاعب كريكت أسترالي)
ديفيد كلارك (25 يناير 1970 بأديلايد في أستراليا - ) (بالإنجليزية: David Clarke)‏ هو لاعب كريكت أسترالي.

## وصلات خارجية
- ديفيد كلارك (لاعب كريكت أسترالي) على موقع إي آس بي آن كريك إنفو (الإنجليزية)